# Кадлубська-Воля
Кадлубська-Воля (пол. Kadłubska Wola) — село в Польщі, у гміні Радзанув Білобжезького повіту Мазовецького воєводства.
Населення — 264 особи (2011).
У 1975-1998 роках село належало до Радомського воєводства.

## Демографія
Демографічна структура станом на 31 березня 2011 року:
|          | Загалом | Допрацездатний вік | Працездатний вік | Постпрацездатний вік |
| -------- | ------- | ------------------ | ---------------- | -------------------- |
| Чоловіки | 136     | 33                 | 86               | 17                   |
| Жінки    | 128     | 28                 | 71               | 29                   |
| Разом    | 264     | 61                 | 157              | 46                   |